# Хокси Обреновац
Хокси Обреновац су клуб америчког и флег фудбала из Обреновца, у Србији. Основани су 2013. године и своје утакмице играју на стадиону у Обреновцу.

## Историјат
Клуб је основан 2013. године. Своју дебитантску утакмицу јастребови су одиграли у мају. Забележена је прва победа против Голден берси Бор у скримиџ мечу 24-0. Прва интернационална утакмица је одиграна 1. јуна у Сарајеву. Остварен је нерешен резултат 14-14 против екипе Спартанса. За крај године узето је учешће у балканској арена лиги у Софији где је освојено треће место. Наредне године 2014. Хокси су почели да се такмиче у Првој лиги Србије

## Мушки флег тим
У оквиру клуба постоји мушка флег секција Хокса, која се такмичи у флег фудбалу, бесконтактној верзији америчког фудбала. Екипа је оформљена 2015. године.

## Резултати мушки флег тим
| Сезона | Ранг | Регуларни део | Плејоф |
| ------ | ---- | ------------- | ------ |
| 2015   | 4    | 4-2           | -      |
| 2016   | 9    | 2-6           | -      |
| 2017   | 3    | 6-2           | 2-2    |
| 2018   | 3    | 6-2           | 1-2    |

## Женски флег тим
У оквиру клуба постоји и женска флег секција Хокса, која се такмичи у флег фудбалу, бесконтактној верзији америчког фудбала. Екипа је оформљена 2013. године а свој највећи успех је остварила 2015. , 2016. и 2018. године када је освојила шампионат Србије предвођена главним тренером Филипом Јовановић. Поред тога наступала је на неколико различитих турнира на којима је освајала трофеје.

## Резултати женски флег тим
| Сезона | Ранг | Регуларни део | Плејоф |
| ------ | ---- | ------------- | ------ |
| 2013   | 4    | 4-5           | -      |
| 2014   | 4    | 4-5           | -      |
| 2015   | 1    | 5-1           | 2-0    |
| 2016   | 1    | 5-1           | 3-0    |
| 2017   | -    | -             | -      |
| 2018   | 1    | 8-1           | 3-0    |
| 2019   | 2    | 6-3*          | -      |

*3 пораза у сезони 2019. су службеним резултатом, јер тим није био у могућности да одигра прве три утакмице.